# 1730年業主與租客法令
《1730年業主與租客法令》（英語：Landlord and Tenant Act 1730；4 Geo II c.28）是大不列顛國會的一項法令，旨在規管業主與租客之間的關係。